# Leszek Żądło
Leszek Zadlo (poljsko Leszek Żądło), poljski jazzovski saksofonist, skladatelj in pedagog, * 4. april 1945, Krakov, Republika Poljska. 
Zadlo je eden redkih poljskih jazzovskih glasbenikov z mednarodnim ugledom. V svoji karieri je sodeloval s številnimi znanimi imeni jazza, kot so Dexter Gordon, Rashied Ali, Joe Lovano in Billy Hart.

## Življenje in delo
Zadlo je študiral glasbo v Krakovu, na Dunaju in Gracu. Sredi 60. let je že deloval kot jazz glasbenik v Krakovu, potem pa se je preselil na Dunaj, kjer je ustanovil International Jazz Quartet. Konec 60. let se je preselil v Gradec, kjer je študiral na Visoki šoli za glasbo in uprizoritvene umetnosti Gradec in se pridružil zasedbi Group, ki so jo sestavljali improvizatorji z Visoke šole. Leta 1969 je nastopil na Ljubljanskem jazz festivalu v priložnostni zasedbi Janez Gregorc and His International Orchestra. Sestavil in vodil jo je Janez Gregorc, ki je tedaj na graški Visoki šoli za glasbo in uprizoritvene umetnosti poučeval jazz harmonijo in aranžiranje.
Od začetka do sredine 70. let je bil Zadlo član big banda ORF in seksteta Ericha Kleinschustra. Sodeloval je tudi na ploščah izvajalcev, kot so Dexter Gordon, Friedrich Gulda, Dusko Goykovich in Michał Urbaniak. Kot član svojega ansambla je sodeloval s trobentačem Johannesom Fabrom in pianistom Bobom Degenom. Igral je tudi v zasedbi European Jazz Quintet, ki jo je vodil Ali Haurand, poleg njega pa sta v saksofonistični sekciji igrala še Alan Skidmore in Gerd Dudek.
Leta 1983 je Zadlo ustanovil zasedbo Polski Jazz Ensemble, v kateri so igrali še Vladislav Sendecki, Bronisław Suchanek in Janusz Stefański. Pri delovanju ansambla je sodelovala tudi založba Jazz & Lirik Productions, ki je leta 1985 izdala album Der Walzer vom Weltende. Sodeloval je tudi na snemanjih projekta Illumination, organista Clausa Bantzerja, ki so potekala v cerkvi. Producent projekta je bil Wulf Weinmann.
Sodeloval je tudi z izvajalci, kot so Klaus Weiss, Volker Kriegel, Bobby Star, Rimona Francis, Günter Lenz, Michael Naura, Werner Pirchner, Chris Beier, Rainer Glas in Biréli Lagrène. Kot gostujoči solist je sodeloval s številnimi big bandi, med drugim pri projektu Experimenti Berlin, pri katerem so sodelovali tudi Thad Jones, Slide Hampton in Martin Schrack.
Od leta 1986 je Zadlo poučeval na Univerzi za glasbo Würzburg, leta 2003 pa je bil povzdignjen v profesorja. Komponiral je tudi filmsko glasbo. Njegov slog igranja saksofona odlikuje melangolično zveneča lirika, kljub harmonični in linearni svobodi saksofonistov v času po Johnu Coltraneu.

## Izbrana diskografija
- 1973: Inner Silence, (Leszek Zadlo Ensemble - Butch Kellem, Dick Sells, Gerhard Herrmann in Peter Ponger)
- 1976: Thoughts, (Leszek Zadlo, Joe Haider, Isla Eckinger in Joe Nay)
- 1977: Time Emit, (Leszek Zadlo, Johannes Faber, Bob Degen, Gary Todd in Joe Nay)
- 1980: Sting, (Leszek Zadlo, Bob Degen, Günter Lenz in Joe Nay)
- 1984: As Time Went by, (Overtone feat. Leszek Zadlo, Chris Beier, Rainer Glass in Rudolf Roth)
- 1987: Tour de France, (Leszek Zadlo Ensemble - Chris Beier, Rainer Glass in Jurek Bezucha)
- 1989: Breath, (Leszek Zadlo Ensemble - Chris Beier, Rainer Glass in Bill Elgart)
- 1990: Springtime in Winter, (Leszek Zadlo, Harold Rubin in Pharpar)
- 1994: Space, (Rainer Glass, Chris Beier in Leszek Zadlo)
- 1995: Illumination: Improvisations for Saxophone and Organ, (Leszek Zadlo in Claus Bantzer)
- 2010: Universal: The Rainbow Suite, (Rainer Glass Ensemble - Johannes Faber, Jörg Widmoser, Peter O'Mara Jan Miserre, Carola Grey, Biboul Darouiche in Peter Knoll)